# Музеј у Диберу
Музеј Диберу је историјскa и етнографскa националнa установа културе у граду Пишкопеја у области Дибер (алб. Qarku i Dibrës) у Албанији. Музеј располаже са више од 2.000 предмета смештених у три одвојена павиљона, за чије разгледање је потребно сат и по времена.

## Положај
Музеј у Диберу, са својим свеобухватним историјским, етнографским и археолошким павиљонима, налази се у централном делу града Пишкопеје (алб. Peshkopia, Peshkopi, мак. Пешкопеја, тур. Debre-i Zir) у области Дибер, једном од 12 округа на истоку Албаније који је према попису становништва из 2011. године имао је 13.251 становника.
Од Тиране је удаљен 187 километара, а од границе Републике Македоније 20 км. Западно од Пишкопеје протиче река Црни Дрим.
Због своје најсеверније локације, у регији Дибер је неправедно једна је од најнезапаженијих у Албанија иако је њен допринос тој земљи и њеној култури бескрајно богат о чему говори и збирка овог музеја..

## Археолошки павиљон
У овом павиљону изложена су занимљива археолошка открића са налазишта у области Дибер, почев од раног неолити. Један од највреднијих предмета изложених у овом павиљону је питос (из 2. или 3. века пре нове ере), древни сандук за складиштење из области Гразхадани. Остали предмети укључују оне од камена, древета, керамике, оружје и војну опрему (секире и кациге) и још много тога.

## Историјски павиљон
Пошто је област Дибер позната по многим важним историјским личностима у историји, култури и друштву земље, део музеја је посвећен тим именима и њиховим делима. Једно од таквих имена је, на пример, албански национални херој, Ђурађ Кастриот Скендербег који је рођен управо у Диберу и коме је, наравно, посвећен део простора. Такође, овај павиљон укључује и друга релевантна, али можда мање међународно позната као што су Iliaz Pashë Dibra, председавајући Призренске лиге, потпредседника Привремене владе Албаније, Dom Nikollë Kaçorri, Elezа Isufа Ndreu и многих других.

## Етнографски павиљон
Овај павиљон упознаје посетиоца са једним од највећих доприноса Дибре Албанији: њеној локалној култури. Ова збирка артефаката приказује Дибру кроз векове, преко пољопривредних алатки, кухињске опреме и прибора, традиционалних народних одела мушкараца и жена и још много тога. Камин, украшен сабљама, једна је од најлепших поставки у музеју.

## Уметничка галерија
У саставу Музеја Дибер, је и омања уметничка галерија, у којој се приказују слике најпознатијих сликара из региона Дибре.